# Одбијени дамин гамбит
Овај чланак користи алгебарску шаховску нотацију како би се описали шаховски потези.
Одбијени дамин гамбит шаховско је отварање у коме црни одбија пјешака којег је бијели понудио у дамином гамбиту:
1. д4 д5
2. ц4 е6
То је познато као одбијена ортодоксна линија даминог гамбита. Када се помиње „дамин гамбит одбијен“, обично се претпоставља да се односи на ортодоксну линију; погледајте „Остале линије” испод.
До ортодоксне линије може се доћи преко више различитих потеза, као што су 1.д4 е6 2.ц4 д5; 1.д4 Сф6 2.ц4 е6 3. Сф3 д5; 1.ц4 е6 2. Сц3 д5 3.д4; 1. Сф3 д5 2.ц4 е6 3.д4; и тако даље.

## Општи појмови
Играње 2 ... е6 ослобађа црног тамнопољног ловца, опструирајући његовог свијетлопољног ловца. Одбијањем бијелове привремене жртве пјешака, црни подиже солидан положај; пјешаци на д5 и е6 дају црном упориште у центру. Одбијени дамин гамбит има репутацију једне од најпоузданијих обрана црног до 1.д4. У овој ситуацији, бијели ће покушати да искористи пасивност црновог свијетлопољног ловца, а црни ће покушати да га ослободи, размијени или докаже да, док је пасиван, ловац има корисну одбрамбену улогу.
Евентуални ... дхц4 од црног ће предати центар бијелом, а црни обично то неће урадити ако не може извући концесију, обично у облику стицања темпа, узимајући на ц4 тек након што је бијели први пут заиграо Лд3. У ортодоксној линији, борба за темпо врти се око напора бијелога да одигра све остале корисне потезе у развоју пре играња Бд3-а.

## Остале линије
У свом најширем смислу, одбијени дамин гамбит је свака варијанта даминог гамбита у којој црни не игра ... дхц4. Варијанте осим ортодоксне линије имају своја имена и обично се третирају одвојено.
- 1.д4 д5 2.ц4 е6 и евентуално ... ц6 — Полусловенска одбрана
- 1.д4 д5 2.ц4 ц6 — Словенска одбрана
- 1.д4 д5 2.ц4 е5 — Албинов противгамбит
- 1.д4 д5 2.ц4 Сц6 — Чигоринова одбрана
- 1.д4 д5 2.ц4 Лф5 — Балтичка одбрана
- 1.д4 д5 2.ц4 ц5 — Симетрична одбрана (или аустријска одбрана)
- 1.д4 д5 2.ц4 Сф6 — Маршалова одбрана (незвучна и више их не користе играчи који знају)

Од 34 одигране утакмице на Свјетском првенству 1927. године између Александера Аљехина и Хосеа Раула Капабланке, све осим прве и треће започеле су одбијеним даминим гамбитом.

## Црни избјегава 3. . . Сф6
Послије 1.д4 д5 2.ц4 е6 3. Сц3 (могући су и други трећи потези: може се играти 3.цхд5 да би довео до раз, јењене линије, 3. Сф3 држи отворене опције, а 3.г3 ће их пренијети у каталонски), главни потез црнога је 3. . . Сф6, иако има и друге могућности:
- 3 ... ц5, Тарашева одбрана, ако је црни вољан да прихвати изолованог д-пјешака.
- 3. . . Ле7 , Алатортсева варијанта [4] На највишем нивоу, ово се у посљедње вријеме игра много чешће него Сф6. Понекад се то преноси у позиције које произилазе из 3. . . Сф6, и са становишта црног има предност, у томе што избјегава подмукли притисак главних линија у размјени размјене који настаје послије 3. . . Сф6 4.цхд5 ехд5 5. Бг5 са иритантним везивањем. У многим случајевима игра ће се једноставно пренијети у главне редове. Сф3 Сф6 5. Лг5 или, сада бијели може да игра 4. цхд5 ехд5 5. Лф4 ц6 6. е3, кад 6. . . Лф5 7.г4 постао је актуелна линија након што га је Михаил Ботвиник усвојио у свом мечу са насловом 1963. године са Тиграном Петросианом . 6 Дц2 је такође популаран. Ове линије за размјену су популарније од преношења на највишем нивоу.
- 3 ... ц6, сад се полу-словенска одбрана може постићи путем 4. Сф3 Сф6, иако 4.е4 дхе4 5. Схе4 Лб4 + 6. Лд2 (6. Сц3 ц5 даје мало) 6. . . Дхд4 7. Лхб4 Дхе4 + 8. Бе2 води у оштру борбу и 4. Сф3 дхц4 је Нотебумова варијанта, такође позната и као Абрахамова варијација, по енглеском мајстору, Гералду Абрахамсу.
- 3. . . Лб4 ?! , збуњујући Нимзо-индијска одбрана са даминим гамбитом (познатим и као Бергова одбрана), и у овом тренутку је нетачност. Бијели има најмање два добра наставка: 4. Да4 + Сц6 5. Сф3 гдје је бијели присиљен да блокира ц-пјешака са скакачем, и 4.а3 Лхц3 + 5.бхц3 а бијели има ловачки пар скоро бесплатно (у просјеку вриједи пола пјешака), јер је цхд5 незаустављив и ту ће бити нема двоструких пјешака као протутежа.[5]
- 3 ... а6, варијанта Јановског, ријетка је и прилично пасивна.

## Црни игра 3. . . Сф6
Линије које почињу са потезима 1.д4 д5 2.ц4 е6 3. Сц3 Сф6 обухваћени су ЕЦО кодовима Д35—Д69. Ово су старе линије које могу прећи у многа друга отварања даминог пјешака. Бијели има неколико начина да се носи са црновим постављањем:

### Главне варијације одбијеног даминог гамбита: 4. Лг5 Ле7 5. Сф3
|   | a | b | c | d | e | f | g | h |   |
| 8 | a8 black rook · b8 black knight · c8 black bishop · d8 black queen · e8 black king · h8 black rook · a7 black pawn · b7 black pawn · c7 black pawn · e7 black bishop · f7 black pawn · g7 black pawn · h7 black pawn · e6 black pawn · f6 black knight · d5 black pawn · g5 white bishop · c4 white pawn · d4 white pawn · c3 white knight · f3 white knight · a2 white pawn · b2 white pawn · e2 white pawn · f2 white pawn · g2 white pawn · h2 white pawn · a1 white rook · d1 white queen · e1 white king · f1 white bishop · h1 white rook | a8 black rook · b8 black knight · c8 black bishop · d8 black queen · e8 black king · h8 black rook · a7 black pawn · b7 black pawn · c7 black pawn · e7 black bishop · f7 black pawn · g7 black pawn · h7 black pawn · e6 black pawn · f6 black knight · d5 black pawn · g5 white bishop · c4 white pawn · d4 white pawn · c3 white knight · f3 white knight · a2 white pawn · b2 white pawn · e2 white pawn · f2 white pawn · g2 white pawn · h2 white pawn · a1 white rook · d1 white queen · e1 white king · f1 white bishop · h1 white rook | a8 black rook · b8 black knight · c8 black bishop · d8 black queen · e8 black king · h8 black rook · a7 black pawn · b7 black pawn · c7 black pawn · e7 black bishop · f7 black pawn · g7 black pawn · h7 black pawn · e6 black pawn · f6 black knight · d5 black pawn · g5 white bishop · c4 white pawn · d4 white pawn · c3 white knight · f3 white knight · a2 white pawn · b2 white pawn · e2 white pawn · f2 white pawn · g2 white pawn · h2 white pawn · a1 white rook · d1 white queen · e1 white king · f1 white bishop · h1 white rook | a8 black rook · b8 black knight · c8 black bishop · d8 black queen · e8 black king · h8 black rook · a7 black pawn · b7 black pawn · c7 black pawn · e7 black bishop · f7 black pawn · g7 black pawn · h7 black pawn · e6 black pawn · f6 black knight · d5 black pawn · g5 white bishop · c4 white pawn · d4 white pawn · c3 white knight · f3 white knight · a2 white pawn · b2 white pawn · e2 white pawn · f2 white pawn · g2 white pawn · h2 white pawn · a1 white rook · d1 white queen · e1 white king · f1 white bishop · h1 white rook | a8 black rook · b8 black knight · c8 black bishop · d8 black queen · e8 black king · h8 black rook · a7 black pawn · b7 black pawn · c7 black pawn · e7 black bishop · f7 black pawn · g7 black pawn · h7 black pawn · e6 black pawn · f6 black knight · d5 black pawn · g5 white bishop · c4 white pawn · d4 white pawn · c3 white knight · f3 white knight · a2 white pawn · b2 white pawn · e2 white pawn · f2 white pawn · g2 white pawn · h2 white pawn · a1 white rook · d1 white queen · e1 white king · f1 white bishop · h1 white rook | a8 black rook · b8 black knight · c8 black bishop · d8 black queen · e8 black king · h8 black rook · a7 black pawn · b7 black pawn · c7 black pawn · e7 black bishop · f7 black pawn · g7 black pawn · h7 black pawn · e6 black pawn · f6 black knight · d5 black pawn · g5 white bishop · c4 white pawn · d4 white pawn · c3 white knight · f3 white knight · a2 white pawn · b2 white pawn · e2 white pawn · f2 white pawn · g2 white pawn · h2 white pawn · a1 white rook · d1 white queen · e1 white king · f1 white bishop · h1 white rook | a8 black rook · b8 black knight · c8 black bishop · d8 black queen · e8 black king · h8 black rook · a7 black pawn · b7 black pawn · c7 black pawn · e7 black bishop · f7 black pawn · g7 black pawn · h7 black pawn · e6 black pawn · f6 black knight · d5 black pawn · g5 white bishop · c4 white pawn · d4 white pawn · c3 white knight · f3 white knight · a2 white pawn · b2 white pawn · e2 white pawn · f2 white pawn · g2 white pawn · h2 white pawn · a1 white rook · d1 white queen · e1 white king · f1 white bishop · h1 white rook | a8 black rook · b8 black knight · c8 black bishop · d8 black queen · e8 black king · h8 black rook · a7 black pawn · b7 black pawn · c7 black pawn · e7 black bishop · f7 black pawn · g7 black pawn · h7 black pawn · e6 black pawn · f6 black knight · d5 black pawn · g5 white bishop · c4 white pawn · d4 white pawn · c3 white knight · f3 white knight · a2 white pawn · b2 white pawn · e2 white pawn · f2 white pawn · g2 white pawn · h2 white pawn · a1 white rook · d1 white queen · e1 white king · f1 white bishop · h1 white rook | 8 |
| 7 | a8 black rook · b8 black knight · c8 black bishop · d8 black queen · e8 black king · h8 black rook · a7 black pawn · b7 black pawn · c7 black pawn · e7 black bishop · f7 black pawn · g7 black pawn · h7 black pawn · e6 black pawn · f6 black knight · d5 black pawn · g5 white bishop · c4 white pawn · d4 white pawn · c3 white knight · f3 white knight · a2 white pawn · b2 white pawn · e2 white pawn · f2 white pawn · g2 white pawn · h2 white pawn · a1 white rook · d1 white queen · e1 white king · f1 white bishop · h1 white rook | a8 black rook · b8 black knight · c8 black bishop · d8 black queen · e8 black king · h8 black rook · a7 black pawn · b7 black pawn · c7 black pawn · e7 black bishop · f7 black pawn · g7 black pawn · h7 black pawn · e6 black pawn · f6 black knight · d5 black pawn · g5 white bishop · c4 white pawn · d4 white pawn · c3 white knight · f3 white knight · a2 white pawn · b2 white pawn · e2 white pawn · f2 white pawn · g2 white pawn · h2 white pawn · a1 white rook · d1 white queen · e1 white king · f1 white bishop · h1 white rook | a8 black rook · b8 black knight · c8 black bishop · d8 black queen · e8 black king · h8 black rook · a7 black pawn · b7 black pawn · c7 black pawn · e7 black bishop · f7 black pawn · g7 black pawn · h7 black pawn · e6 black pawn · f6 black knight · d5 black pawn · g5 white bishop · c4 white pawn · d4 white pawn · c3 white knight · f3 white knight · a2 white pawn · b2 white pawn · e2 white pawn · f2 white pawn · g2 white pawn · h2 white pawn · a1 white rook · d1 white queen · e1 white king · f1 white bishop · h1 white rook | a8 black rook · b8 black knight · c8 black bishop · d8 black queen · e8 black king · h8 black rook · a7 black pawn · b7 black pawn · c7 black pawn · e7 black bishop · f7 black pawn · g7 black pawn · h7 black pawn · e6 black pawn · f6 black knight · d5 black pawn · g5 white bishop · c4 white pawn · d4 white pawn · c3 white knight · f3 white knight · a2 white pawn · b2 white pawn · e2 white pawn · f2 white pawn · g2 white pawn · h2 white pawn · a1 white rook · d1 white queen · e1 white king · f1 white bishop · h1 white rook | a8 black rook · b8 black knight · c8 black bishop · d8 black queen · e8 black king · h8 black rook · a7 black pawn · b7 black pawn · c7 black pawn · e7 black bishop · f7 black pawn · g7 black pawn · h7 black pawn · e6 black pawn · f6 black knight · d5 black pawn · g5 white bishop · c4 white pawn · d4 white pawn · c3 white knight · f3 white knight · a2 white pawn · b2 white pawn · e2 white pawn · f2 white pawn · g2 white pawn · h2 white pawn · a1 white rook · d1 white queen · e1 white king · f1 white bishop · h1 white rook | a8 black rook · b8 black knight · c8 black bishop · d8 black queen · e8 black king · h8 black rook · a7 black pawn · b7 black pawn · c7 black pawn · e7 black bishop · f7 black pawn · g7 black pawn · h7 black pawn · e6 black pawn · f6 black knight · d5 black pawn · g5 white bishop · c4 white pawn · d4 white pawn · c3 white knight · f3 white knight · a2 white pawn · b2 white pawn · e2 white pawn · f2 white pawn · g2 white pawn · h2 white pawn · a1 white rook · d1 white queen · e1 white king · f1 white bishop · h1 white rook | a8 black rook · b8 black knight · c8 black bishop · d8 black queen · e8 black king · h8 black rook · a7 black pawn · b7 black pawn · c7 black pawn · e7 black bishop · f7 black pawn · g7 black pawn · h7 black pawn · e6 black pawn · f6 black knight · d5 black pawn · g5 white bishop · c4 white pawn · d4 white pawn · c3 white knight · f3 white knight · a2 white pawn · b2 white pawn · e2 white pawn · f2 white pawn · g2 white pawn · h2 white pawn · a1 white rook · d1 white queen · e1 white king · f1 white bishop · h1 white rook | a8 black rook · b8 black knight · c8 black bishop · d8 black queen · e8 black king · h8 black rook · a7 black pawn · b7 black pawn · c7 black pawn · e7 black bishop · f7 black pawn · g7 black pawn · h7 black pawn · e6 black pawn · f6 black knight · d5 black pawn · g5 white bishop · c4 white pawn · d4 white pawn · c3 white knight · f3 white knight · a2 white pawn · b2 white pawn · e2 white pawn · f2 white pawn · g2 white pawn · h2 white pawn · a1 white rook · d1 white queen · e1 white king · f1 white bishop · h1 white rook | 7 |
| 6 | a8 black rook · b8 black knight · c8 black bishop · d8 black queen · e8 black king · h8 black rook · a7 black pawn · b7 black pawn · c7 black pawn · e7 black bishop · f7 black pawn · g7 black pawn · h7 black pawn · e6 black pawn · f6 black knight · d5 black pawn · g5 white bishop · c4 white pawn · d4 white pawn · c3 white knight · f3 white knight · a2 white pawn · b2 white pawn · e2 white pawn · f2 white pawn · g2 white pawn · h2 white pawn · a1 white rook · d1 white queen · e1 white king · f1 white bishop · h1 white rook | a8 black rook · b8 black knight · c8 black bishop · d8 black queen · e8 black king · h8 black rook · a7 black pawn · b7 black pawn · c7 black pawn · e7 black bishop · f7 black pawn · g7 black pawn · h7 black pawn · e6 black pawn · f6 black knight · d5 black pawn · g5 white bishop · c4 white pawn · d4 white pawn · c3 white knight · f3 white knight · a2 white pawn · b2 white pawn · e2 white pawn · f2 white pawn · g2 white pawn · h2 white pawn · a1 white rook · d1 white queen · e1 white king · f1 white bishop · h1 white rook | a8 black rook · b8 black knight · c8 black bishop · d8 black queen · e8 black king · h8 black rook · a7 black pawn · b7 black pawn · c7 black pawn · e7 black bishop · f7 black pawn · g7 black pawn · h7 black pawn · e6 black pawn · f6 black knight · d5 black pawn · g5 white bishop · c4 white pawn · d4 white pawn · c3 white knight · f3 white knight · a2 white pawn · b2 white pawn · e2 white pawn · f2 white pawn · g2 white pawn · h2 white pawn · a1 white rook · d1 white queen · e1 white king · f1 white bishop · h1 white rook | a8 black rook · b8 black knight · c8 black bishop · d8 black queen · e8 black king · h8 black rook · a7 black pawn · b7 black pawn · c7 black pawn · e7 black bishop · f7 black pawn · g7 black pawn · h7 black pawn · e6 black pawn · f6 black knight · d5 black pawn · g5 white bishop · c4 white pawn · d4 white pawn · c3 white knight · f3 white knight · a2 white pawn · b2 white pawn · e2 white pawn · f2 white pawn · g2 white pawn · h2 white pawn · a1 white rook · d1 white queen · e1 white king · f1 white bishop · h1 white rook | a8 black rook · b8 black knight · c8 black bishop · d8 black queen · e8 black king · h8 black rook · a7 black pawn · b7 black pawn · c7 black pawn · e7 black bishop · f7 black pawn · g7 black pawn · h7 black pawn · e6 black pawn · f6 black knight · d5 black pawn · g5 white bishop · c4 white pawn · d4 white pawn · c3 white knight · f3 white knight · a2 white pawn · b2 white pawn · e2 white pawn · f2 white pawn · g2 white pawn · h2 white pawn · a1 white rook · d1 white queen · e1 white king · f1 white bishop · h1 white rook | a8 black rook · b8 black knight · c8 black bishop · d8 black queen · e8 black king · h8 black rook · a7 black pawn · b7 black pawn · c7 black pawn · e7 black bishop · f7 black pawn · g7 black pawn · h7 black pawn · e6 black pawn · f6 black knight · d5 black pawn · g5 white bishop · c4 white pawn · d4 white pawn · c3 white knight · f3 white knight · a2 white pawn · b2 white pawn · e2 white pawn · f2 white pawn · g2 white pawn · h2 white pawn · a1 white rook · d1 white queen · e1 white king · f1 white bishop · h1 white rook | a8 black rook · b8 black knight · c8 black bishop · d8 black queen · e8 black king · h8 black rook · a7 black pawn · b7 black pawn · c7 black pawn · e7 black bishop · f7 black pawn · g7 black pawn · h7 black pawn · e6 black pawn · f6 black knight · d5 black pawn · g5 white bishop · c4 white pawn · d4 white pawn · c3 white knight · f3 white knight · a2 white pawn · b2 white pawn · e2 white pawn · f2 white pawn · g2 white pawn · h2 white pawn · a1 white rook · d1 white queen · e1 white king · f1 white bishop · h1 white rook | a8 black rook · b8 black knight · c8 black bishop · d8 black queen · e8 black king · h8 black rook · a7 black pawn · b7 black pawn · c7 black pawn · e7 black bishop · f7 black pawn · g7 black pawn · h7 black pawn · e6 black pawn · f6 black knight · d5 black pawn · g5 white bishop · c4 white pawn · d4 white pawn · c3 white knight · f3 white knight · a2 white pawn · b2 white pawn · e2 white pawn · f2 white pawn · g2 white pawn · h2 white pawn · a1 white rook · d1 white queen · e1 white king · f1 white bishop · h1 white rook | 6 |
| 5 | a8 black rook · b8 black knight · c8 black bishop · d8 black queen · e8 black king · h8 black rook · a7 black pawn · b7 black pawn · c7 black pawn · e7 black bishop · f7 black pawn · g7 black pawn · h7 black pawn · e6 black pawn · f6 black knight · d5 black pawn · g5 white bishop · c4 white pawn · d4 white pawn · c3 white knight · f3 white knight · a2 white pawn · b2 white pawn · e2 white pawn · f2 white pawn · g2 white pawn · h2 white pawn · a1 white rook · d1 white queen · e1 white king · f1 white bishop · h1 white rook | a8 black rook · b8 black knight · c8 black bishop · d8 black queen · e8 black king · h8 black rook · a7 black pawn · b7 black pawn · c7 black pawn · e7 black bishop · f7 black pawn · g7 black pawn · h7 black pawn · e6 black pawn · f6 black knight · d5 black pawn · g5 white bishop · c4 white pawn · d4 white pawn · c3 white knight · f3 white knight · a2 white pawn · b2 white pawn · e2 white pawn · f2 white pawn · g2 white pawn · h2 white pawn · a1 white rook · d1 white queen · e1 white king · f1 white bishop · h1 white rook | a8 black rook · b8 black knight · c8 black bishop · d8 black queen · e8 black king · h8 black rook · a7 black pawn · b7 black pawn · c7 black pawn · e7 black bishop · f7 black pawn · g7 black pawn · h7 black pawn · e6 black pawn · f6 black knight · d5 black pawn · g5 white bishop · c4 white pawn · d4 white pawn · c3 white knight · f3 white knight · a2 white pawn · b2 white pawn · e2 white pawn · f2 white pawn · g2 white pawn · h2 white pawn · a1 white rook · d1 white queen · e1 white king · f1 white bishop · h1 white rook | a8 black rook · b8 black knight · c8 black bishop · d8 black queen · e8 black king · h8 black rook · a7 black pawn · b7 black pawn · c7 black pawn · e7 black bishop · f7 black pawn · g7 black pawn · h7 black pawn · e6 black pawn · f6 black knight · d5 black pawn · g5 white bishop · c4 white pawn · d4 white pawn · c3 white knight · f3 white knight · a2 white pawn · b2 white pawn · e2 white pawn · f2 white pawn · g2 white pawn · h2 white pawn · a1 white rook · d1 white queen · e1 white king · f1 white bishop · h1 white rook | a8 black rook · b8 black knight · c8 black bishop · d8 black queen · e8 black king · h8 black rook · a7 black pawn · b7 black pawn · c7 black pawn · e7 black bishop · f7 black pawn · g7 black pawn · h7 black pawn · e6 black pawn · f6 black knight · d5 black pawn · g5 white bishop · c4 white pawn · d4 white pawn · c3 white knight · f3 white knight · a2 white pawn · b2 white pawn · e2 white pawn · f2 white pawn · g2 white pawn · h2 white pawn · a1 white rook · d1 white queen · e1 white king · f1 white bishop · h1 white rook | a8 black rook · b8 black knight · c8 black bishop · d8 black queen · e8 black king · h8 black rook · a7 black pawn · b7 black pawn · c7 black pawn · e7 black bishop · f7 black pawn · g7 black pawn · h7 black pawn · e6 black pawn · f6 black knight · d5 black pawn · g5 white bishop · c4 white pawn · d4 white pawn · c3 white knight · f3 white knight · a2 white pawn · b2 white pawn · e2 white pawn · f2 white pawn · g2 white pawn · h2 white pawn · a1 white rook · d1 white queen · e1 white king · f1 white bishop · h1 white rook | a8 black rook · b8 black knight · c8 black bishop · d8 black queen · e8 black king · h8 black rook · a7 black pawn · b7 black pawn · c7 black pawn · e7 black bishop · f7 black pawn · g7 black pawn · h7 black pawn · e6 black pawn · f6 black knight · d5 black pawn · g5 white bishop · c4 white pawn · d4 white pawn · c3 white knight · f3 white knight · a2 white pawn · b2 white pawn · e2 white pawn · f2 white pawn · g2 white pawn · h2 white pawn · a1 white rook · d1 white queen · e1 white king · f1 white bishop · h1 white rook | a8 black rook · b8 black knight · c8 black bishop · d8 black queen · e8 black king · h8 black rook · a7 black pawn · b7 black pawn · c7 black pawn · e7 black bishop · f7 black pawn · g7 black pawn · h7 black pawn · e6 black pawn · f6 black knight · d5 black pawn · g5 white bishop · c4 white pawn · d4 white pawn · c3 white knight · f3 white knight · a2 white pawn · b2 white pawn · e2 white pawn · f2 white pawn · g2 white pawn · h2 white pawn · a1 white rook · d1 white queen · e1 white king · f1 white bishop · h1 white rook | 5 |
| 4 | a8 black rook · b8 black knight · c8 black bishop · d8 black queen · e8 black king · h8 black rook · a7 black pawn · b7 black pawn · c7 black pawn · e7 black bishop · f7 black pawn · g7 black pawn · h7 black pawn · e6 black pawn · f6 black knight · d5 black pawn · g5 white bishop · c4 white pawn · d4 white pawn · c3 white knight · f3 white knight · a2 white pawn · b2 white pawn · e2 white pawn · f2 white pawn · g2 white pawn · h2 white pawn · a1 white rook · d1 white queen · e1 white king · f1 white bishop · h1 white rook | a8 black rook · b8 black knight · c8 black bishop · d8 black queen · e8 black king · h8 black rook · a7 black pawn · b7 black pawn · c7 black pawn · e7 black bishop · f7 black pawn · g7 black pawn · h7 black pawn · e6 black pawn · f6 black knight · d5 black pawn · g5 white bishop · c4 white pawn · d4 white pawn · c3 white knight · f3 white knight · a2 white pawn · b2 white pawn · e2 white pawn · f2 white pawn · g2 white pawn · h2 white pawn · a1 white rook · d1 white queen · e1 white king · f1 white bishop · h1 white rook | a8 black rook · b8 black knight · c8 black bishop · d8 black queen · e8 black king · h8 black rook · a7 black pawn · b7 black pawn · c7 black pawn · e7 black bishop · f7 black pawn · g7 black pawn · h7 black pawn · e6 black pawn · f6 black knight · d5 black pawn · g5 white bishop · c4 white pawn · d4 white pawn · c3 white knight · f3 white knight · a2 white pawn · b2 white pawn · e2 white pawn · f2 white pawn · g2 white pawn · h2 white pawn · a1 white rook · d1 white queen · e1 white king · f1 white bishop · h1 white rook | a8 black rook · b8 black knight · c8 black bishop · d8 black queen · e8 black king · h8 black rook · a7 black pawn · b7 black pawn · c7 black pawn · e7 black bishop · f7 black pawn · g7 black pawn · h7 black pawn · e6 black pawn · f6 black knight · d5 black pawn · g5 white bishop · c4 white pawn · d4 white pawn · c3 white knight · f3 white knight · a2 white pawn · b2 white pawn · e2 white pawn · f2 white pawn · g2 white pawn · h2 white pawn · a1 white rook · d1 white queen · e1 white king · f1 white bishop · h1 white rook | a8 black rook · b8 black knight · c8 black bishop · d8 black queen · e8 black king · h8 black rook · a7 black pawn · b7 black pawn · c7 black pawn · e7 black bishop · f7 black pawn · g7 black pawn · h7 black pawn · e6 black pawn · f6 black knight · d5 black pawn · g5 white bishop · c4 white pawn · d4 white pawn · c3 white knight · f3 white knight · a2 white pawn · b2 white pawn · e2 white pawn · f2 white pawn · g2 white pawn · h2 white pawn · a1 white rook · d1 white queen · e1 white king · f1 white bishop · h1 white rook | a8 black rook · b8 black knight · c8 black bishop · d8 black queen · e8 black king · h8 black rook · a7 black pawn · b7 black pawn · c7 black pawn · e7 black bishop · f7 black pawn · g7 black pawn · h7 black pawn · e6 black pawn · f6 black knight · d5 black pawn · g5 white bishop · c4 white pawn · d4 white pawn · c3 white knight · f3 white knight · a2 white pawn · b2 white pawn · e2 white pawn · f2 white pawn · g2 white pawn · h2 white pawn · a1 white rook · d1 white queen · e1 white king · f1 white bishop · h1 white rook | a8 black rook · b8 black knight · c8 black bishop · d8 black queen · e8 black king · h8 black rook · a7 black pawn · b7 black pawn · c7 black pawn · e7 black bishop · f7 black pawn · g7 black pawn · h7 black pawn · e6 black pawn · f6 black knight · d5 black pawn · g5 white bishop · c4 white pawn · d4 white pawn · c3 white knight · f3 white knight · a2 white pawn · b2 white pawn · e2 white pawn · f2 white pawn · g2 white pawn · h2 white pawn · a1 white rook · d1 white queen · e1 white king · f1 white bishop · h1 white rook | a8 black rook · b8 black knight · c8 black bishop · d8 black queen · e8 black king · h8 black rook · a7 black pawn · b7 black pawn · c7 black pawn · e7 black bishop · f7 black pawn · g7 black pawn · h7 black pawn · e6 black pawn · f6 black knight · d5 black pawn · g5 white bishop · c4 white pawn · d4 white pawn · c3 white knight · f3 white knight · a2 white pawn · b2 white pawn · e2 white pawn · f2 white pawn · g2 white pawn · h2 white pawn · a1 white rook · d1 white queen · e1 white king · f1 white bishop · h1 white rook | 4 |
| 3 | a8 black rook · b8 black knight · c8 black bishop · d8 black queen · e8 black king · h8 black rook · a7 black pawn · b7 black pawn · c7 black pawn · e7 black bishop · f7 black pawn · g7 black pawn · h7 black pawn · e6 black pawn · f6 black knight · d5 black pawn · g5 white bishop · c4 white pawn · d4 white pawn · c3 white knight · f3 white knight · a2 white pawn · b2 white pawn · e2 white pawn · f2 white pawn · g2 white pawn · h2 white pawn · a1 white rook · d1 white queen · e1 white king · f1 white bishop · h1 white rook | a8 black rook · b8 black knight · c8 black bishop · d8 black queen · e8 black king · h8 black rook · a7 black pawn · b7 black pawn · c7 black pawn · e7 black bishop · f7 black pawn · g7 black pawn · h7 black pawn · e6 black pawn · f6 black knight · d5 black pawn · g5 white bishop · c4 white pawn · d4 white pawn · c3 white knight · f3 white knight · a2 white pawn · b2 white pawn · e2 white pawn · f2 white pawn · g2 white pawn · h2 white pawn · a1 white rook · d1 white queen · e1 white king · f1 white bishop · h1 white rook | a8 black rook · b8 black knight · c8 black bishop · d8 black queen · e8 black king · h8 black rook · a7 black pawn · b7 black pawn · c7 black pawn · e7 black bishop · f7 black pawn · g7 black pawn · h7 black pawn · e6 black pawn · f6 black knight · d5 black pawn · g5 white bishop · c4 white pawn · d4 white pawn · c3 white knight · f3 white knight · a2 white pawn · b2 white pawn · e2 white pawn · f2 white pawn · g2 white pawn · h2 white pawn · a1 white rook · d1 white queen · e1 white king · f1 white bishop · h1 white rook | a8 black rook · b8 black knight · c8 black bishop · d8 black queen · e8 black king · h8 black rook · a7 black pawn · b7 black pawn · c7 black pawn · e7 black bishop · f7 black pawn · g7 black pawn · h7 black pawn · e6 black pawn · f6 black knight · d5 black pawn · g5 white bishop · c4 white pawn · d4 white pawn · c3 white knight · f3 white knight · a2 white pawn · b2 white pawn · e2 white pawn · f2 white pawn · g2 white pawn · h2 white pawn · a1 white rook · d1 white queen · e1 white king · f1 white bishop · h1 white rook | a8 black rook · b8 black knight · c8 black bishop · d8 black queen · e8 black king · h8 black rook · a7 black pawn · b7 black pawn · c7 black pawn · e7 black bishop · f7 black pawn · g7 black pawn · h7 black pawn · e6 black pawn · f6 black knight · d5 black pawn · g5 white bishop · c4 white pawn · d4 white pawn · c3 white knight · f3 white knight · a2 white pawn · b2 white pawn · e2 white pawn · f2 white pawn · g2 white pawn · h2 white pawn · a1 white rook · d1 white queen · e1 white king · f1 white bishop · h1 white rook | a8 black rook · b8 black knight · c8 black bishop · d8 black queen · e8 black king · h8 black rook · a7 black pawn · b7 black pawn · c7 black pawn · e7 black bishop · f7 black pawn · g7 black pawn · h7 black pawn · e6 black pawn · f6 black knight · d5 black pawn · g5 white bishop · c4 white pawn · d4 white pawn · c3 white knight · f3 white knight · a2 white pawn · b2 white pawn · e2 white pawn · f2 white pawn · g2 white pawn · h2 white pawn · a1 white rook · d1 white queen · e1 white king · f1 white bishop · h1 white rook | a8 black rook · b8 black knight · c8 black bishop · d8 black queen · e8 black king · h8 black rook · a7 black pawn · b7 black pawn · c7 black pawn · e7 black bishop · f7 black pawn · g7 black pawn · h7 black pawn · e6 black pawn · f6 black knight · d5 black pawn · g5 white bishop · c4 white pawn · d4 white pawn · c3 white knight · f3 white knight · a2 white pawn · b2 white pawn · e2 white pawn · f2 white pawn · g2 white pawn · h2 white pawn · a1 white rook · d1 white queen · e1 white king · f1 white bishop · h1 white rook | a8 black rook · b8 black knight · c8 black bishop · d8 black queen · e8 black king · h8 black rook · a7 black pawn · b7 black pawn · c7 black pawn · e7 black bishop · f7 black pawn · g7 black pawn · h7 black pawn · e6 black pawn · f6 black knight · d5 black pawn · g5 white bishop · c4 white pawn · d4 white pawn · c3 white knight · f3 white knight · a2 white pawn · b2 white pawn · e2 white pawn · f2 white pawn · g2 white pawn · h2 white pawn · a1 white rook · d1 white queen · e1 white king · f1 white bishop · h1 white rook | 3 |
| 2 | a8 black rook · b8 black knight · c8 black bishop · d8 black queen · e8 black king · h8 black rook · a7 black pawn · b7 black pawn · c7 black pawn · e7 black bishop · f7 black pawn · g7 black pawn · h7 black pawn · e6 black pawn · f6 black knight · d5 black pawn · g5 white bishop · c4 white pawn · d4 white pawn · c3 white knight · f3 white knight · a2 white pawn · b2 white pawn · e2 white pawn · f2 white pawn · g2 white pawn · h2 white pawn · a1 white rook · d1 white queen · e1 white king · f1 white bishop · h1 white rook | a8 black rook · b8 black knight · c8 black bishop · d8 black queen · e8 black king · h8 black rook · a7 black pawn · b7 black pawn · c7 black pawn · e7 black bishop · f7 black pawn · g7 black pawn · h7 black pawn · e6 black pawn · f6 black knight · d5 black pawn · g5 white bishop · c4 white pawn · d4 white pawn · c3 white knight · f3 white knight · a2 white pawn · b2 white pawn · e2 white pawn · f2 white pawn · g2 white pawn · h2 white pawn · a1 white rook · d1 white queen · e1 white king · f1 white bishop · h1 white rook | a8 black rook · b8 black knight · c8 black bishop · d8 black queen · e8 black king · h8 black rook · a7 black pawn · b7 black pawn · c7 black pawn · e7 black bishop · f7 black pawn · g7 black pawn · h7 black pawn · e6 black pawn · f6 black knight · d5 black pawn · g5 white bishop · c4 white pawn · d4 white pawn · c3 white knight · f3 white knight · a2 white pawn · b2 white pawn · e2 white pawn · f2 white pawn · g2 white pawn · h2 white pawn · a1 white rook · d1 white queen · e1 white king · f1 white bishop · h1 white rook | a8 black rook · b8 black knight · c8 black bishop · d8 black queen · e8 black king · h8 black rook · a7 black pawn · b7 black pawn · c7 black pawn · e7 black bishop · f7 black pawn · g7 black pawn · h7 black pawn · e6 black pawn · f6 black knight · d5 black pawn · g5 white bishop · c4 white pawn · d4 white pawn · c3 white knight · f3 white knight · a2 white pawn · b2 white pawn · e2 white pawn · f2 white pawn · g2 white pawn · h2 white pawn · a1 white rook · d1 white queen · e1 white king · f1 white bishop · h1 white rook | a8 black rook · b8 black knight · c8 black bishop · d8 black queen · e8 black king · h8 black rook · a7 black pawn · b7 black pawn · c7 black pawn · e7 black bishop · f7 black pawn · g7 black pawn · h7 black pawn · e6 black pawn · f6 black knight · d5 black pawn · g5 white bishop · c4 white pawn · d4 white pawn · c3 white knight · f3 white knight · a2 white pawn · b2 white pawn · e2 white pawn · f2 white pawn · g2 white pawn · h2 white pawn · a1 white rook · d1 white queen · e1 white king · f1 white bishop · h1 white rook | a8 black rook · b8 black knight · c8 black bishop · d8 black queen · e8 black king · h8 black rook · a7 black pawn · b7 black pawn · c7 black pawn · e7 black bishop · f7 black pawn · g7 black pawn · h7 black pawn · e6 black pawn · f6 black knight · d5 black pawn · g5 white bishop · c4 white pawn · d4 white pawn · c3 white knight · f3 white knight · a2 white pawn · b2 white pawn · e2 white pawn · f2 white pawn · g2 white pawn · h2 white pawn · a1 white rook · d1 white queen · e1 white king · f1 white bishop · h1 white rook | a8 black rook · b8 black knight · c8 black bishop · d8 black queen · e8 black king · h8 black rook · a7 black pawn · b7 black pawn · c7 black pawn · e7 black bishop · f7 black pawn · g7 black pawn · h7 black pawn · e6 black pawn · f6 black knight · d5 black pawn · g5 white bishop · c4 white pawn · d4 white pawn · c3 white knight · f3 white knight · a2 white pawn · b2 white pawn · e2 white pawn · f2 white pawn · g2 white pawn · h2 white pawn · a1 white rook · d1 white queen · e1 white king · f1 white bishop · h1 white rook | a8 black rook · b8 black knight · c8 black bishop · d8 black queen · e8 black king · h8 black rook · a7 black pawn · b7 black pawn · c7 black pawn · e7 black bishop · f7 black pawn · g7 black pawn · h7 black pawn · e6 black pawn · f6 black knight · d5 black pawn · g5 white bishop · c4 white pawn · d4 white pawn · c3 white knight · f3 white knight · a2 white pawn · b2 white pawn · e2 white pawn · f2 white pawn · g2 white pawn · h2 white pawn · a1 white rook · d1 white queen · e1 white king · f1 white bishop · h1 white rook | 2 |
| 1 | a8 black rook · b8 black knight · c8 black bishop · d8 black queen · e8 black king · h8 black rook · a7 black pawn · b7 black pawn · c7 black pawn · e7 black bishop · f7 black pawn · g7 black pawn · h7 black pawn · e6 black pawn · f6 black knight · d5 black pawn · g5 white bishop · c4 white pawn · d4 white pawn · c3 white knight · f3 white knight · a2 white pawn · b2 white pawn · e2 white pawn · f2 white pawn · g2 white pawn · h2 white pawn · a1 white rook · d1 white queen · e1 white king · f1 white bishop · h1 white rook | a8 black rook · b8 black knight · c8 black bishop · d8 black queen · e8 black king · h8 black rook · a7 black pawn · b7 black pawn · c7 black pawn · e7 black bishop · f7 black pawn · g7 black pawn · h7 black pawn · e6 black pawn · f6 black knight · d5 black pawn · g5 white bishop · c4 white pawn · d4 white pawn · c3 white knight · f3 white knight · a2 white pawn · b2 white pawn · e2 white pawn · f2 white pawn · g2 white pawn · h2 white pawn · a1 white rook · d1 white queen · e1 white king · f1 white bishop · h1 white rook | a8 black rook · b8 black knight · c8 black bishop · d8 black queen · e8 black king · h8 black rook · a7 black pawn · b7 black pawn · c7 black pawn · e7 black bishop · f7 black pawn · g7 black pawn · h7 black pawn · e6 black pawn · f6 black knight · d5 black pawn · g5 white bishop · c4 white pawn · d4 white pawn · c3 white knight · f3 white knight · a2 white pawn · b2 white pawn · e2 white pawn · f2 white pawn · g2 white pawn · h2 white pawn · a1 white rook · d1 white queen · e1 white king · f1 white bishop · h1 white rook | a8 black rook · b8 black knight · c8 black bishop · d8 black queen · e8 black king · h8 black rook · a7 black pawn · b7 black pawn · c7 black pawn · e7 black bishop · f7 black pawn · g7 black pawn · h7 black pawn · e6 black pawn · f6 black knight · d5 black pawn · g5 white bishop · c4 white pawn · d4 white pawn · c3 white knight · f3 white knight · a2 white pawn · b2 white pawn · e2 white pawn · f2 white pawn · g2 white pawn · h2 white pawn · a1 white rook · d1 white queen · e1 white king · f1 white bishop · h1 white rook | a8 black rook · b8 black knight · c8 black bishop · d8 black queen · e8 black king · h8 black rook · a7 black pawn · b7 black pawn · c7 black pawn · e7 black bishop · f7 black pawn · g7 black pawn · h7 black pawn · e6 black pawn · f6 black knight · d5 black pawn · g5 white bishop · c4 white pawn · d4 white pawn · c3 white knight · f3 white knight · a2 white pawn · b2 white pawn · e2 white pawn · f2 white pawn · g2 white pawn · h2 white pawn · a1 white rook · d1 white queen · e1 white king · f1 white bishop · h1 white rook | a8 black rook · b8 black knight · c8 black bishop · d8 black queen · e8 black king · h8 black rook · a7 black pawn · b7 black pawn · c7 black pawn · e7 black bishop · f7 black pawn · g7 black pawn · h7 black pawn · e6 black pawn · f6 black knight · d5 black pawn · g5 white bishop · c4 white pawn · d4 white pawn · c3 white knight · f3 white knight · a2 white pawn · b2 white pawn · e2 white pawn · f2 white pawn · g2 white pawn · h2 white pawn · a1 white rook · d1 white queen · e1 white king · f1 white bishop · h1 white rook | a8 black rook · b8 black knight · c8 black bishop · d8 black queen · e8 black king · h8 black rook · a7 black pawn · b7 black pawn · c7 black pawn · e7 black bishop · f7 black pawn · g7 black pawn · h7 black pawn · e6 black pawn · f6 black knight · d5 black pawn · g5 white bishop · c4 white pawn · d4 white pawn · c3 white knight · f3 white knight · a2 white pawn · b2 white pawn · e2 white pawn · f2 white pawn · g2 white pawn · h2 white pawn · a1 white rook · d1 white queen · e1 white king · f1 white bishop · h1 white rook | a8 black rook · b8 black knight · c8 black bishop · d8 black queen · e8 black king · h8 black rook · a7 black pawn · b7 black pawn · c7 black pawn · e7 black bishop · f7 black pawn · g7 black pawn · h7 black pawn · e6 black pawn · f6 black knight · d5 black pawn · g5 white bishop · c4 white pawn · d4 white pawn · c3 white knight · f3 white knight · a2 white pawn · b2 white pawn · e2 white pawn · f2 white pawn · g2 white pawn · h2 white pawn · a1 white rook · d1 white queen · e1 white king · f1 white bishop · h1 white rook | 1 |
|   | a | b | c | d | e | f | g | h |   |

- Тартаковерова одбрана или систем Тартаковер – Макогонов – Бондаревски (ТМБ систем) : 5 ... х6 6. Лх4 0-0 7. е3 б6, један је од најчвршћих наставка за црнога.
- Анти-Тартаковер – Макогонов – Бондаревски (Анти-ТМБ) : 5 ... х6 6. Лхф6 Лхф6 ова линија је тестирана у Каспаров – Карпов мелевима 1980-их. Црни до данас нема проблема у овој линији упркос томе што је тестирана на највишим нивоима. Недавно је Борис Гелфанд бранио црну страну ове варијације у утакмицама кандидата 2011, која је на крају и побиједила. На примјер, у трећем колу финалног меча кандидата натјерао је бијелог да прихвати реми у 14 потеза са врло јаком новином : Гришчук вс. Гелфанд, Елиста 2011.
- Ласкерова одбрана : 5 ... 0-0 6. е3 х6 7. Лх4 Се4 8. Лке7 Дхе7 , такође је чврста линија, често доводи до размјене два низа мањих фигура. Управо је ову линију Висванатхан Ананд изабрао у финалној утакмици Свјетског првенства у шаху 2010. године како би савладао Веселина Топалова и задржао свјетско првенство.
- Ортодоксна одбрана : 5 ... 0-0 6. е3 Сбд7 7. Тц1 ц6 и сада бијели има два главна потеза: 8. Лд3 и 8. Дц2. После 8. Лд3 дхц4 9. Лкц4 црни се предао центру и стоји помало скучен, али успио је да бијели изгуби темпо играјући Лд3 пре Лхц4. Бијели ће покушати да искористи своју предност у простору за напад, док ће црни покушати да задржи бијелог у заливу, док напада по средини. Главна идеја Капабланке била је маневар ослобађања 9. . . Сд5 10. Лхе7 Дхе7 11.0-0 Схц3 12. Тхц3 е5 13.дхе5 Схе5 14. Схе5 Дхе5 15.ф4 Де7, што је довело до бројних размјена у центру, мада црни мора бити опрезан чак и након овог поједностављења. Ова линија је некада била тако често играна да има посебан код (Д69) у ЕЦО-у, иако је недостатак активне контра игре за црне учинио главну линију ортодоксних залеђем у модерној пракси [6]

### Одбрана Кембриџ српингс (Пилсберијева варијанта): 4. Лг5 Сбд7
Одбрана Кембриџ српингс (Пилсберијева варијанта) представљена је прије више од једног вијека и још увијек се игра. (1.д4 д5 2.ц4 е6 3. Сц3 Сф6) 4. Лг5 Сбд7 (постављање слонове замке) 5. е3 ц6 6. Сф3 Да5, сада црни намјерава. . . Лб4 и евентуално. . . Се4, са притиском дуж дијагонале а5 – е1. Ова црна одбрана популарна је међу аматерима јер постоји неколико замки у које бијели могу упасти, на примјер 7. Сд2 (једна од главних линија, супротстављајући се црном притиску дуж дијагонале) 7. . . Лб4 8. Дц2 0-0 а овдје 9. Лд3 ?? губи од 9 ... дхц4 ! (пријетећи. . . Дхг5) 10. Лхф6 цхд3! (цугцванг) 11. Дхд3 Схф6 осваја фигуру за црног.

### Варијанта размјене: 4.цхд5 ехд5
(1.д4 д5 2.ц4 е6 3. Сц3 Сф6) 4. цхд5 ехд5 5. Лг5 ц6 6. Дц2 а бијели у средини има пјешака, црни има пјешака на даминој страни. Ова пјешачка структура даје бијелом могућност да или напредује своје пјешаке у центру помоћу Сге2, ф2 – ф3, након чега слиједи е2 – е4, или да се игра за већински напад помоћу плана Тб1, након чега слиједи б2 – б4 – б5, а затим бхц6 да бисте створили слабог пјешака на ц6. Док црни може играти ... цхб5, или поново играти на ц6 фигуром, свака од ових могућности је још мање пожељна од заосталог пјешака у отвореној линији. За црнога, размјена на д5, ослободила је свијетлопољног ловца и отворила е-линију, користећи е4 као одскочну даску за централну игру и игру на краљевој страни. Иако су шансе једнаке, црни је обично мање или више приморан да користи своју супериорну активност да изведе напад против бијелог краља, јер дугорочне шансе у структури ОДГ (варијанта размјене) погодују бијелом. Сљедеће игре су модел игре за бијеле:
- Напредак централног пјешака: Карлсен вс. Јаковенко, Нанџинг 2009.[7]
- Напад мањина: Еванс вс. Опсахл, Дубровник 1950.[8]

### Варијанта Рагозина: 4. Сф3 Лб4
Варијација Рагозина (ЕЦО шифра Д37 – Д39) јавља се након (1.д4 д5 2.ц4 е6 3. Сц3 Сф6) 4. Сф3 Лб4. Важна линија ове варијанте је бечка варијанта гдје се игра наставља: 5. Лг5 дхц4 6. е4. Бијели пјешаци или фигуре заузимају централна поља у замјену за дугорочне слабости структуре пјешака. Примјер бечке варијанте одигране на највишем нивоу био је Фине вс. Еуве, АВРО 1938.